# Чарлі Педдок
Чарльз Вільям «Чарлі» Педдок (англ. Charles William "Charlie" Paddock; 11 серпня 1900 — 21 липня 1943) — американський легкоатлет, дворазовий олімпійський чемпіон зі спринтерського бігу.

## Біографія
Народився 11 серпня 1900 року в містечку Геєнсвілл округа Кук, штат Техас. У дитячі роки разом з родиною переїхав до міста Пасадена, штат Каліфорнія.
У званні лейтенанта артилерії брав участь у Першій світовій війні.
По закінченні війни навчався в університеті Південної Каліфорнії. Там він став членом легкоатлетичної команди. Першого значного успіху досяг у 1919 році на перших Міжсоюзницьких іграх, тричі зійшовши на найвищу сходинку п'єдесталу у бігу на 100 метрів, 200 метрів і естафеті 4×200 метрів.
У 1920 році на літніх Олімпійських іграх в Антверпені (Бельгія) взяв участь в легкоатлетичних змаганнях: спочатку переміг на дистанції 100 метрів, потім посів друге місце на дистанції 200 метрів, поступившись співвітчизникові Аленові Вудрінґу. Врешті, у естафеті 4×100 метрів вдруге став олімпійським чемпіоном, встановивши світовий рекорд.
На наступних літніх Олімпійських іграх 1924 року в Парижі (Франція) змагався у фінальних забігах на дистанціях 100 (5 місце) та 200 (2 місце) метрів. Також брав участь у змаганнях з бігу на 200 метрів на літніх Олімпійських іграх 1928 року в Амстердамі (Нідерланди), проте не вийшов до фіналу.
Одночасно з кар'єрою спортсмена Чарлі Педдок певний час працював в керівництві деяких газет, що належали його тестеві, видавцеві Чарльзові Пріску. У період з 1925 по 1928 роки знявся у кількох фільмах. Крім того, починаючи з кінця Першої світової війни Педдок, як армійський офіцер, проходив військову службу при штабі генерал-майора Вільяма Апшара.
21 липня 1943 року разом з генерал-майором В. Апшаром загинув у авіаційній катастрофі поблизу міста Сітка на Алясці.

## Олімпійські результати
| Олімпіада      | Дисципліна            | Результат      | Місце        |
| -------------- | --------------------- | -------------- | ------------ |
| Антверпен 1920 | біг на 100 метрів     | 10.8 сек       | 1            |
| Антверпен 1920 | біг на 200 метрів     | 22.0 сек       | 2            |
| Антверпен 1920 | естафета 4×100 метрів | 42.2 сек (СвР) | 1            |
| Париж 1924     | біг на 100 метрів     | 10.9 сек       | 5            |
| Париж 1924     | біг на 200 метрів     | 21.7 сек       | 2            |
| Амстердам 1928 | біг на 200 метрів     | 22.1 сек       | 4 (півфінал) |